# Bestandsführung
Bestandsführung ist eine mengenmäßig geführte Lagerbuchhaltung. 
Die eingelagerten Rohmaterialien, Halb- und Fertigfabrikate werden hierzu nach Gattungen getrennt mit eindeutigen Artikelnummern versehen. Artikelnummern zusammen mit ggf. weiteren Attributen definieren den Artikelstamm. Hier wird pro Artikel auch die relevante Mengeneinheit wie Stück, Kilogramm oder Kubikmeter hinterlegt.
Bestandsführung setzt in der Regel ein geschlossenes Lager voraus. Zulieferung und Entnahme von Artikeln erfolgt ausschließlich gegen Zeichnung von sogenannten Materialscheinen mit Angabe von genauer Materialmenge und Artikelnummer. Durch die fortwährende, zeitnahe Verbuchung von allen Wareneingängen und -ausgängen sind im EDV-Lagersystem jederzeit die korrekten Lagerbestände ausgewiesen. 

## Bestandsdifferenzen
Bestandsdifferenzen bezeichnen eine Abweichung von der Bestandsmenge gemäß Lagerbuchhaltung und der effektiv am Lagerort vorhandenen Artikelmenge. Häufigkeit und Ausmaß von Bestandsdifferenzen bestimmen die Qualität und Zuverlässigkeit der Bestandsführung. Vorhandene Bestandsdifferenzen können nicht ohne weiteres erkannt werden und müssen mittels Inventur ermittelt werden. Sie entstehen durch 
- Entnahmen ohne Warenausgangsbuchungen (z. B. Diebstahl oder Fahrlässigkeit)
- Schwindung (z. B. aufgrund von Verdunstung oder temperaturabhängigen Volumenänderungen)
- Buchungsfehler u. a.

## Korrekter Bilanzausweis
Lagerbestände sind je nach Bestandsgröße und Werthaltigkeit der Artikel unter Umständen sehr wertvoll. Die bewerteten Lagerbestände sind deshalb insbesondere in Produktions- und Handelsbetrieben wesentliche Aktivposten der Bilanz. Traditionell sind insbesondere bei der Erstellung des Jahresabschlusses die Bestandsbewertung und damit mengenmäßig korrekt ausgewiesen und bewerteten Lagerbestände relevant. Die Geschäftsleitung trägt die Verantwortung für den korrekten Ausweis der Lagerbestände. Die Ordnungsmäßigkeit der ausgewiesenen Lageraktiva ggf. im Rahmen der Jahresabschlussprüfung vom Wirtschaftsprüfer kontrolliert. Hierzu können wiederum stichprobenartige Inventuren vorgenommen werden.

## Fehlmengenkosten und Lieferschwierigkeiten
Eine jederzeitige korrekte Bestandsführung ist aber auch für moderne Konzepte wie Schlanke Produktion, Just in time und andere Optimierungsverfahren von großer Bedeutung. Diese Konzepte bezwecken u. a. eine Senkung der durchschnittlichen Lagerbestände und damit des gebundenen Kapitals. Letztlich werden so die Kapitalkosten gesenkt bzw. es wird freie Liquidität geschaffen, welche für sinnvolle Projekte investiert werden kann. Eine solche Senkung der Lagerbestände ist aber dann fatal, wenn unerwartete Bestandsdifferenzen auftreten. Wegen fehlendem Reservepuffer treten dann schnell Lieferschwierigkeiten auf, die entsprechende Fehlkosten verursachen.